# Henri Théry
Henri Théry, né le 18 septembre 1923 dans le village de Rognac près de Marseille et mort le 3 août 2009 dans le 19e arrondissement de Paris, est un journaliste militant, résistant et chrétien de gauche français.

## Biographie
Henri Théry fait des études supérieures de Droit et de Sciences sociales à Aix-en-Provence, où il devient secrétaire fédéral de la Jeunesse étudiante chrétienne (JEC). Ce rôle le poussera dès 1941 à participer à la diffusion clandestine des Cahiers du Témoignage chrétien et le mènera à fuir la Gestapo à sa recherche en se réfugiant dans le foyer parental de celle qui deviendra sa femme en 1945, Marie-Olga Coquard, future directrice de publication de la revue féministe Actes : cahiers d'action juridique, avec qui il aura 8 enfants.
Il exerce à la libération plusieurs fonctions à temps partiel : secrétaire de l’Union régionale des Secrétariats sociaux, nommé délégué de Témoignage chrétien pour le Midi par son rédacteur en chef André Mandouze, afin de développer l'équipe et le lectorat du journal, il est aussi chef de rédaction puis directeur de l’hebdomadaire catholique régional la Semaine Provence, avec lequel il aura des démêlés avec la justice : « J’avais, sur la base d’informations sûres, parlé de méthodes dignes de la Gestapo à la suite de l’assassinat par la police marseillaise d’un Sénégalais. Le préfet m’a poursuivi pour diffamation avant que je n’obtienne un non-lieu. ». C’est durant ces années qu’il contribuera à la fondation de la fédération d'éducation populaire aux sciences économiques et sociales Culture et promotion, dont il sera le Délégué général de 1959 à 1973. Il est ensuite appelé en 1955 à monter à la capitale afin d’assumer plusieurs responsabilités nationales, au secrétariat des Semaines sociales ainsi qu’à l’Union des Secrétariats sociaux et du Centre de recherches économiques et sociales.
Très impliqué dans les problèmes de logement ayant cours après guerre, comme le démontre sa proximité avec la branche marseillaise du mouvement des squatters et les amitiés qu'il noue avec des prêtres ouvriers, il devient influent dans le monde catholique social. Appelé en 1961 à devenir administrateur de la Fédération nationale des centres sociaux et socioculturels de France (FCSF), il en exercera la vice-présidence en 1967 avant d’en être nommé président deux ans plus tard, succédant ainsi à Mme Margot-Noblemaire. Il est à l’époque également président de l’Union nationale des Secrétariats sociaux, délégué général de Culture et promotion, délégué général de la Fondation pour la recherche sociale (FORS) et trésorier du Centre d’Études des Équipements Résidentiels (CEDER). Sa participation active aux trois congrès fédéraux successifs de la FCSF de Dourdan, Lyon, puis Marseille de 1967 à 1972 le pousseront à travailler sur la « circulaire Dienesch » de 1970 instituant les centres sociaux dans l'action sociale. Le texte précise : « Le centre social est un équipement où doit s'effectuer en priorité un travail social et familial, se coordonner des activités médico-légales et sociaux-éducatives en vue de mettre à la disposition des familles les moyens de remplir leurs rôles. » et le mène à créer, en 1971, un agrément et une prestation de service « Animation globale et coordination » pour les centres sociaux par la Caisse nationale des allocations familiales (CNAF).
C'est durant ces années qu'il travaillera à faire reconnaître le rôle des associations aux côtés de François Bloch-Lainé avec le groupe « Développement des associations de progrès » (Dap), à l'origine notamment du projet de déduction fiscale des dons accordés aux associations, qui naîtra finalement sous la forme de la Loi Coluche.
Il est alors une figure emblématique du 14 de la rue Saint-Benoît, où siègent des organismes ayant trait au catholicisme social, comme la Fondation pour la recherche sociale (FORS) ou Culture et promotion. Il pose dès juin 1974 la question de la trop forte division du secteur social et médico-social : « Comment peut se faire le partage des tâches entre les travailleurs sociaux chargés du travail individuel et familial et les travailleurs sociaux engagés dans un travail social de communauté ? Ce partage ne contribue-t-il pas à maintenir une coupure regrettable, alors qu'on essaie, par ailleurs, d'envisager l'action sociale d'une manière plus globale ? ».
Dès 1976, alors qu’il est toujours président de la Fédération des centres sociaux, il est invité par l’ancien ministre Robert Prigent à assumer la direction générale de l’UNIOPSS à plein temps, organisme qu'il résumait ainsi : « L'UNIOPSS est un ampliﬁcateur pour mieux faire entendre la voix des plus pauvres et des exclus. Ainsi les associations humanitaires, devant la commission des Affaires sociales de l'Assemblée nationale puis devant la commission des Affaires sociales du Sénat, ont pu parler d'une seule voix pour exprimer leurs analyses et leurs propositions [...]. La valeur ajoutée par ce travail en commun ne veut et ne doit, en aucune manière, avoir pour contrepartie un moins dans l'action individuelle de chaque association. Chacune conserve son entière liberté d'action et d‘expression. La rencontre ne fait que favoriser en complément une action et une expression collective ». C'est ainsi qu'il put donc agir à la construction d’une coopération entre le système de solidarité nationale et celui des solidarités d’intérêt général mises en œuvre par la société civile.
Il prend alors sa retraite de la FdCS en 1980 puis celle de l’UNIOPSS en 1983. Il restera par la suite membre du Conseil économique et social et rendra en 1986 un rapport sur « La place et le rôle du secteur associatif dans le développement de la politique d’action sanitaire et sociale ».

## Publications
- Henri Théry et Madeleine Garrigou-Lagrange, Équiper et animer la vie sociale..., Paris, Éditions du Centurion, 1966 (BNF 33191338)
- Henri Théry, Les groupes sociaux, forces vives ?, Paris, Éditions du Centurion, 1964 (BNF 33191339).
- Évolutions et prises de conscience des associations, Henri Théry, Paris, Revue Quart Monde, No 125 - S'associer avec les plus pauvres, 1987, Revue Quart Monde document.php?id=4334
- La place et le rôle du secteur associatif dans le développement de la politique d'action sanitaire et sociale, rapport présenté par Henri Théry, Paris, Direction des journaux officiels, Journal officiel de la République française, 1986 brochure, ISSN 0767-4538 ; 4061
- Les activités d'utilité sociale des retraités et des personnes âgées, rapport présenté par Henri Théry, Paris, Direction des journaux officiels, Journal officiel de la République française, 1993, ISSN 0767-4538 ; 4213

## Distinctions
- Chevalier de la Légion d'honneur,
- Officier de l'Ordre National du Mérite.